# Puerta del Ángel (Barcelona)
La avenida de la Puerta del Ángel (oficialmente y en catalán Avinguda del Portal de l'Àngel) es una vía peatonal de Barcelona famosa por reunir un gran número de establecimientos comerciales.
Dicha avenida se comunica con la plaza Cataluña y con calles como Cucurulla o Portaferrissa, entre otras.
Es famosa por la presencia de muchas tiendas de franquicias internacionales, sobre todo de moda, así como establecimientos de comida rápida.
En dicha avenida es habitual encontrar gente haciendo algún espectáculo para ganar algo de dinero, ya sea bailar, tocar algún instrumento, etc. aunque donde sobre todo predominan estas actividades es en Las Ramblas.
También acostumbra a haber algunos pequeños puestos callejeros donde se venden productos artesanos, entre otros artículos.
Como curiosidad y desde hace varios años es la vía con el alquiler comercial más elevado de España. En el año 2011 alcanzó un precio medio de 3120 euros por metro cuadrado.

## Historia
En la Alta Edad Media esta zona quedaba fuera de la muralla romana y condal y por este lugar bajaba una riera, que después giraba para pasar por delante de la iglesia del Pi y desembocaba en el Cagalell i Merdançar (una riera que pasaba por las Ramblas y que se llamaba así porque en ella iban a parar todas las aguas residuales y pestilentes), y pasaba uno de los caminos que salían de la ciudad desde el portal del obispo. Hacia el siglo X, a medida que se iban formando rabales –las nuevas villas- fuera de las murallas, se empezó a edificar alrededor del camino, el cual se ha denominado Vilanova dels Arcs (Villanueva de los Arcos, en castellano) y una vez edificado la muralla del siglo XIII se abrió aquí un portal que llamaron "dels Orbs" (de los ciegos, en castellano) porque se reunían personas con ceguera, junto con todo tipo de pobres y lisiados que vivían en barracas no demasiado lejos. 
Cuentan que durante la visita de Vicente Ferrer a Barcelona en el año 1419, un ángel se le apareció es este lugar y le explicó que estaba allí para velar por la ciudad y de este hecho proviene el nombre actual. Este nombre se convirtió en oficial el 30 de enero de 1466 por iniciativa del rey Pedro de Portugal en agradecimiento del fin de una epidemia de peste en la ciudad. Unos meses más tarde, en noviembre de 1466, cuando el monarca ya había muerto, se colocó una imagen del Ángel Custodio encargada por el rey. Esta escultura, situada en una capilla en la muralla, estuvo allí hasta 1859, momento en el que se derribaron las murallas y la imagen se trasladó a la puerta de la iglesia de Santa Ana, primero, y posteriormente a la iglesia del Ángel Custodio de Hostafrancs (en aquel momento nueva) hasta que fue destruida durante la guerra civil en los disturbios anticlericales producidos en Cataluña.
Durante mucho tiempo, cuando estaba el ángel, el 2 de octubre se celebraba una fiesta en su honor y se comían granadas ya que se decía que protegían contra enfermedades infecciosas. 
Actualmente, en la Puerta del Ángel vuelve a haber la imagen de un ángel, situada en una hornacina del edificio del Banco de España. Esta imagen fue realizada en 1957 por Ángel Ferrant (Madrid, 1891-1961), a partir de una propuesta de Eugenio d'Ors.
El 26 de junio de 1970 se inauguró en el número 4 de la vía el nuevo local del Hogar Extremeño de Barcelona.